# シェパーズ・ブッシュ
シェパーズ・ブッシュ (Shepherd's Bush, Shepherds Bush) は、ロンドン西部ハマースミス・アンド・フラム・ロンドン特別区にある地区のひとつ。チャリング・クロスから西へ4.9マイル (7.9 km)ほどに位置している。住宅地がほとんどを占めているが、シェパーズ・ブッシュ・グリーンの商業集積は地域の特徴となっており、その北側にはヨーロッパ最大の都市型ショッピングセンターであるウェストフィールド・ロンドン (Westfield London) がある。また南側には小規模なショッピングセンターであるウェスト12 (West 12) があり、スーパーマーケットや映画館、トレーニングジムなどが入っている。主な通りとして、アックスブリッジ・ロード (Uxbridge Road)、ゴールドホーク・ロード (Goldhawk Road)、アスキュー・ロード (Askew Road) があり、それぞれ多数の小規模な、大部分は個人経営による商店や、パブ、レストランが集積している。シェパーズ・ブッシュにあるスタジアム「ロフタス・ロード」は、クイーンズ・パーク・レンジャーズFCの本拠地である。
この地区は、南から南西はハマースミス (Hammersmith) 、南から南東はブルック・グリーン (Brook Green)、東はホランド・パーク (Holland Park)を経てノッティング・ヒル、北はウィルズデン (Willesden) とハールズデン (Harlesden)、西はアクトン (Acton) とチジック (Chiswick)と境を接している。

## 地理

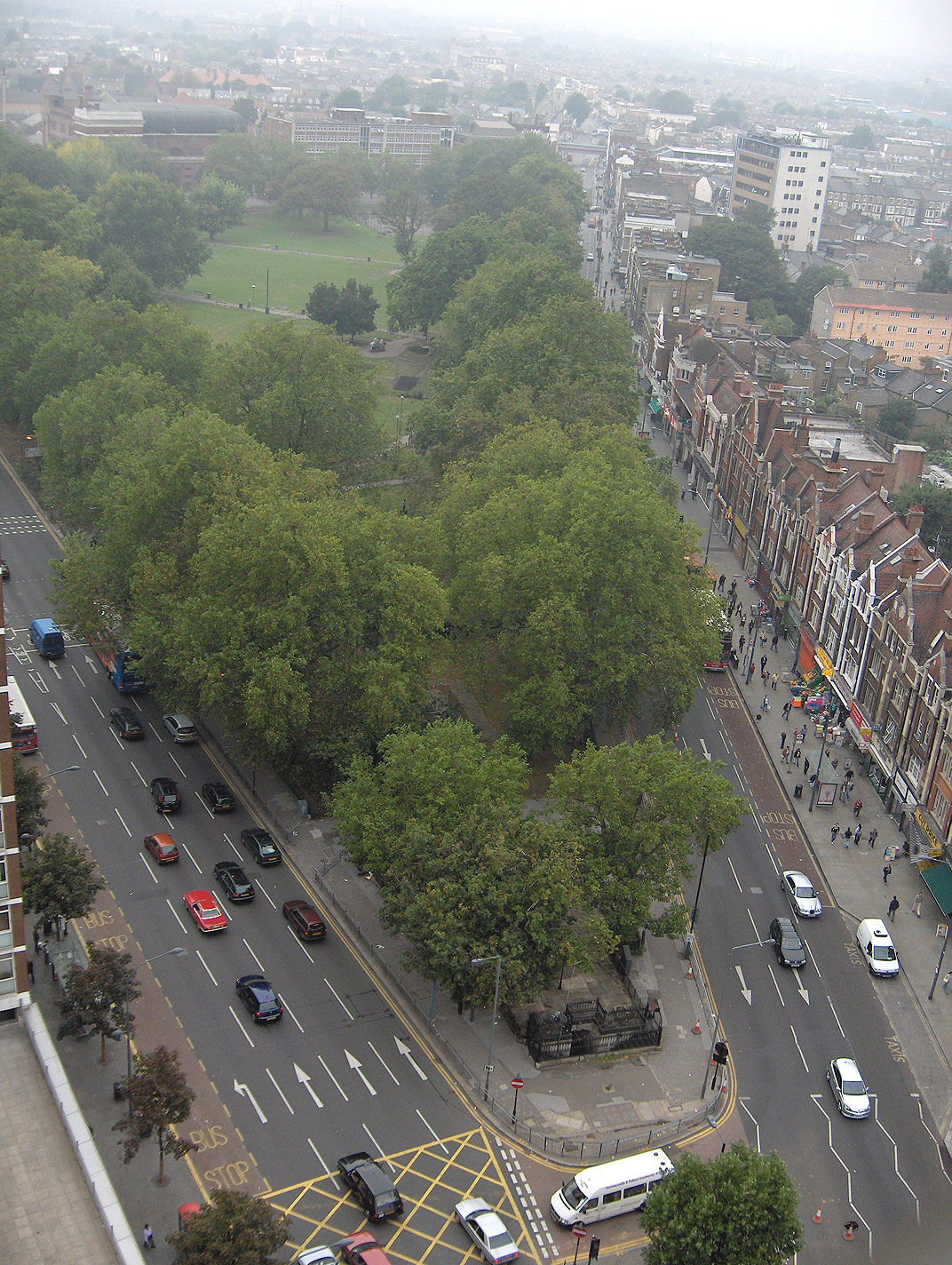
近傍の高層建築から見下ろしたシェパーズ・ブッシュ・グリーン（2006年9月撮影）

この地区の中心にはシェパーズ・ブッシュ・グリーン（別名シェパーズ・ブッシュ・コモン）という、およそ8-エーカー (3.2 ha)の三角形の緑地があり、木々や商店街に囲まれており、北西の角にはウェストフィールドのショッピングセンターがある。
グリーンは、地域における道路網のハブとなっており、グリーンより西側から4本、東側から3本の道が、ホランド・パーク・ラウンドアバウトに集中している。このためバスのネットワークの重要な結節点となっており、18路線のバスが乗り入れている。ロンドン地下鉄の駅は、セントラル線のシェパーズ・ブッシュ駅とホワイト・シティー駅、ハマースミス&シティー線のシェパーズ・ブッシュ・マーケット駅、ゴールドホーク・ロード駅、ウッド・レーン駅と、両線合わせて5駅が置かれている。
シェパーズ・ブッシュの東縁は、物理的に移動を妨げているウェスト・ロンドン線の鉄路と、一般道とは立体的に分離された自動車専用道路ウェスト・クロス・ルート（「ロンドン・モーターウェイ・ボックス」と通称され、後に放棄された、1960年代のリングウェイ1 (Ringway 1)の一部）によって区切られており、ホランド・パーク・ラウンドアバウトと、南寄りにある小さなアディソン橋 (Addison Bridge) の2つだけが、これを越えて東側に行ける経路となっている。この移動の障害となっている東縁の東側には、より裕福な人々の住むホランド・パークやノッティング・ヒルがあり、シェパーズ・ブッシュとはかなり性格が異なる地区がある。ただし、ラウンドアバウトの北東にあるエドワード・ウッド・エステート (Edward Woods Estate) はハマースミス・アンド・フラム・ロンドン特別区の一部であり、特別区当局の運営下に置かれており、シェパーズ・ブッシュとの結びつきが強い。

## 商業
シェパーズ・ブッシュにおける商業活動は、現在ではセントラル線シェパーズ・ブッシュ駅に隣接したウェストフィールド・ショッピングセンターと、グリーンの北側に沿って並ぶ多数の小店舗が中心になっている。

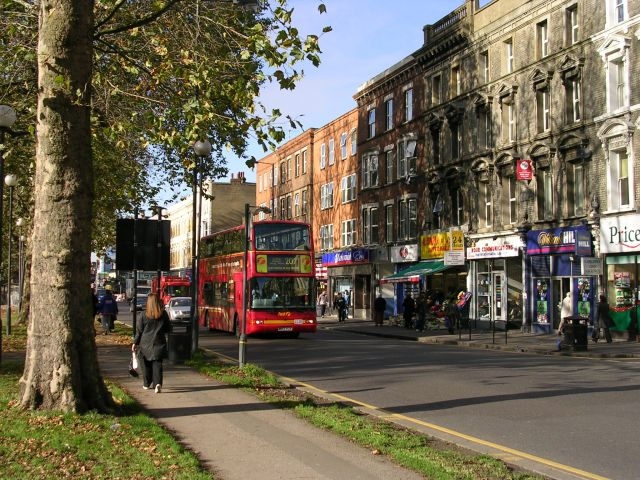
グリーン北側、アクスブリッジ・ロード沿いの商店

もともと1970年代に、屋上駐車場や、鉄道駅との連絡橋を備えて建設された、ウェストフィールドよりも古いショッピングセンターであるウェスト12シェパーズ・ブッシュ (West 12 Shepherds Bush) は、1990年代に大規模な改修を行った。連絡橋は撤去され、現在では数軒のチェーン店と、12スクリーンを備えた映画館、ジム、パブ、レストラン、診療所、スーパーマーケットが入っている。
アクスブリッジ・ロード沿いの小規模な商店は、かなりの距離まで続いており、グリーンから南西に向かうゴールドホーク・ロード沿いにも商店が並んでいる。こうした商店の多くは、地元のエスニック・マイノリティのコミュニティを相手に商売をしている（後述の「住民の特徴」の節を参照）。
ハマースミス&シティー線の高架部分の東側に平行し、一部はその高架下に広がる大規模な常設市場であるシェパーズ・ブッシュ・マーケットは、あらゆる種類の食材、調理済み食品、家庭用品、衣類、古物などを扱っている。
2008年10月、ウェストフィールド・グループは（ドイツの投資ファンド、ハウスインヴェスト・オイローパとともに）、ウェスト・クロス・ルート（West Cross Route と称されるA3220、旧M41）、ウェストウェイ（Westway と称されるA40、旧A40(M)）、ウッド・レーン（Wood Lane：道の反対側はBBC）、A219（旧A40の一部）によって囲まれた一帯に、ショッピングセンターを開設した。ウェストフィールド・ロンドン (Westfield London) と命名されたこの施設の敷地は、1908年に仏英博覧会 (Franco-British Exhibition) やロンドンオリンピックの会場となった、ロンドン地下鉄の所有地であった。この施設がある場所は、厳密にはホワイト・シティであるが、地元の住民たちにもシャパーズ・ブッシュの一部であると見なされている。

## オフィス・ビル
ウッド・レーンのBBCテレビジョンセンター内の諸施設に加え、その向かい側、アリエル・ウェイ1番地 (1 Ariel Way) にはウェストフィールド・グループが所有する 20,000 sq ft (2,000 m2) の建物、ネットワーク・ハウス (Network House) があり、2009年9月から、不動産会社フロスト・メドウクロフト (Frost Meadowcroft) を通してゾディアック・エンタテイメント（ゾディアック・メディア・グループの前身）に賃貸されている。また、ロックリー・ロード (Rockley Road) には 160,000 sq ft (15,000 m2) シェパーズ・ビルディング (Shepherds Building) には、別のテレビ番組制作会社エンデモルが拠点を置いており、2010年2月には、ぬいぐるみなどの玩具メーカー、ジェリーキャット (Jellycat) が本社機能をここに移転した。さらに、この建物には、VFX（視覚効果）に関わるロンドンの産業にコンピュータグラフィックス教育などを提供しているエスケープ・スタジオ (Escape Studios) も入っている。

### 住宅等
シェパーズ・ブッシュの住宅地区は、おもにグリーンより西、アックスブリッジ・ロードや南西へ延びるゴールドホーク・ロードの両側に、おおむね西方のアスキュー・ロード (Askew Road) あたりまで広がっている。住宅の大部分は、19世紀末に建てられた3階ないし4階建てのテラスハウスで、それが後にフラットに細分化されたものである。
シェパーズ・ブッシュは、1930年代に建設が始まり、第二次世界大戦後の1950年代はじめに拡張された住宅供給組合 (housing estate) であるホワイト・シティ・エステート (the White City Estate) の本拠地であった。住宅開発地となった1908年の仏英博覧会の会場跡が、かつてのホワイトシティ・スタジアムの近くであったことから、シェパーズ・ブッシュの北部一帯は、今日ではホワイト・シティとして広く知られるようになっている。

## 歴史

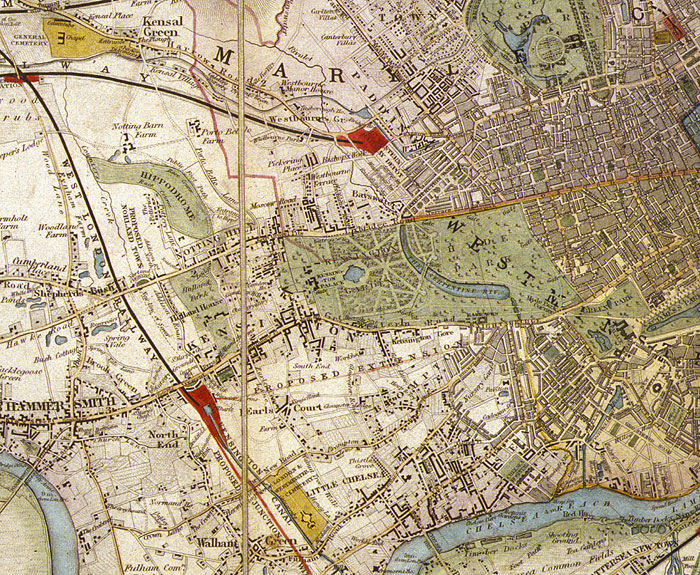
1841年のロンドンの地図。シェパーズ・ブッシュは左端に表示されているが、ほとんど市街化されていない。

### 地名の起源
「羊飼いの茂み」を意味するシェパーズ・ブッシュという地名は、シティ・オブ・ロンドンのスミスフィールドにあった家畜市場へ向かう羊飼いたちが休憩するコモン・ランド (Common land)、すなわち慣習法上そのように利用することが羊飼いたちに認められていた場所があったことに由来すると考えられている。別の説では、1635年の時点でシェパーズ・ブッシュ・グリーン（Sheppards Bush Green：綴り字が異なることに注意）として記録されていることから、この地域に住んでいた特定の個人に由来する命名ではないかとも言われている。
この地域に人が住んでいた形跡は、鉄器時代にまで遡ることができる。シェパーズ・ブッシュが文献記録に現れるのは、704年にロンドン司教 (Bishop of London) であったウェイルデリ (Waldhere) が、フラナム・エステート (Fulanham estate) の一部として購入した場所の地名として記されたのが最初である。

### 19世紀
1841年のロンドンの地図では、シェパーズ・ブッシュはほとんど開発されておらず、もっぱら農村的性格の場所として表現されており、急速に市街地化が進んでいたハマースミスに比べると、より多く牧草地が広がっていた。住宅地としての開発が熱心に取り組まれたのは、ロンドンの人口が急拡大を続けた19世紀末であった。

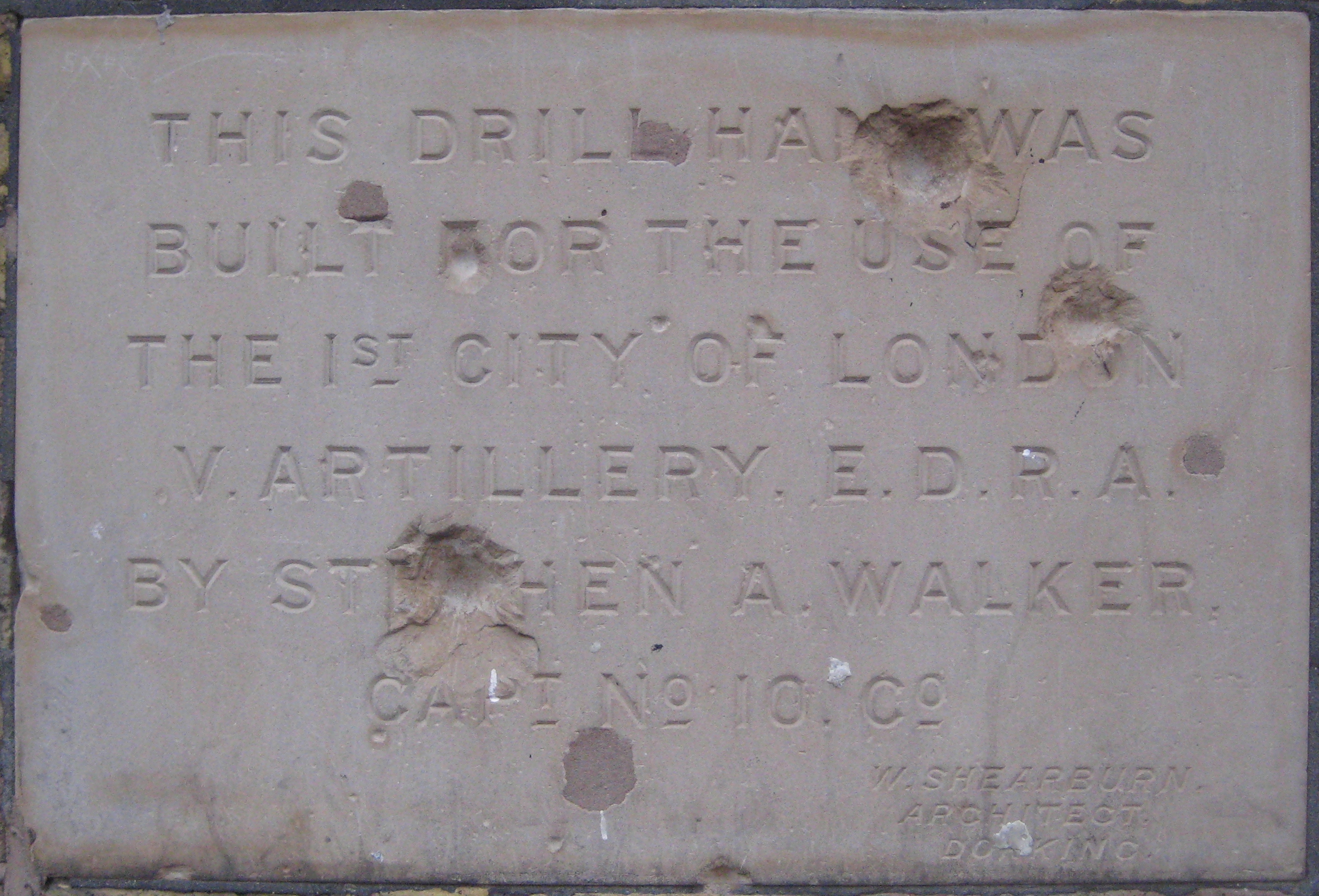
第二次世界大戦中の炸裂弾の弾痕が刻まれた、シェパーズ・ブッシュのある建物の礎石。

### 20世紀
1904年、聖霊と聖スティーヴン・カトリック教会 (The Catholic Church of Holy Ghost and St Stephen) が、赤煉瓦とポートランド石で築かれた、三破風のファサードを擁するゴシック建築として完成し、公開された。
シェパーズ・ブッシュの北隣には、1908年にロンドンオリンピックの会場としてホワイトシティ・スタジアムが建設され、永く競技場として使用されていたが、1985年に撤去されて跡地にはBBCホワイト・シティ・センターが建設された。同所では、1908年に仏英博覧会、1910年に日英博覧会、1912年にラテン英国博覧会、1914年に英米博覧会が開催された、
シェパーズ・ブッシュには、第一次世界大戦中に、負傷兵の治療にあたる先駆的な整形外科病院として、シェパーズ・ブッシュ軍病院（the Shepherd's Bush Military Hospital：後のハマースミス病院、Hammersmith Hospital）が建設されたが、これは著名な外科医であったロバート・ジョーンズ (Robert Jones) の尽力によるものであった。
1916年、戦時合同委員会 (the Joint War Committee) は£1,000 を病院に提供してその業務を始動させ、1918年にはさらに£10,000 の資金を提供した。この病院は、一般市民からの寄付によっても支えられた。負傷兵のリハビリテーションの一環として、回復途中の患者を地域の商店などで働かせることも試みられたが、これは患者である兵士たちの間では必ずしも歓迎されなかったようである。
ロンドンの他の地区と同じように、シェパーズ・ブッシュも第二次世界大戦中には空襲の被害を受けたが、特に、ほとんど前触れもなく飛来し、無差別に損害を与えるV1飛行爆弾（通称「ドゥードゥルバグ（doodlebug、「アリジゴク」の意）」、「ぶんぶん爆弾 (buzzbomb)」）の攻撃を受けた。
1963年4月13日、ビートルズはBBCでの初めての放送を、シェパーズ・ブッシュのライム・グローブ・スタジオ (Lime Grove Studios) で収録した。翌1964年にも、このスタジオでの録音が行われた。スタジオは1994年に取り壊され、跡地には集合住宅が建設された。
近年、シェパーズ・ブッシュのバス・ターミナルとして利用されている建物は、重要文化財建築物 (listed building) のグレード2に指定されている1898年建設のディムコ・ビルディング (Dimco Buildings) を再開発したもので、建設当初はロンドン地下鉄の発電施設を収めていた。
ディムコ・ビルディングは、1988年の映画『ロジャー・ラビット』でアクメ社の工場の場面のロケーションとなり、後に2001年の映画『ハムナプトラ2/黄金のピラミッド』では、大英博物館の内部という設定の場面で使用された。

### 21世紀
2013年3月末、BBCテレビジョンセンターが閉鎖。敷地の一部は貸しスタジオやBBCワールドワイドの本部などとして引き続きBBCが利用するが、大半は再開発の対象となり、新たにマンションやホテル・商業施設などが建設される予定である。

## 住民の特徴
シェパーズ・ブッシュには、オーストラリアやニュージーランドからやって来た旅行者のコミュニティが存在している。この地区の街路名には、南アフリカとの結びつきを連想させるものがいくつもあるが、これは、ボーア戦争や、ホワイトシティの展覧会会場の南アフリカ館の場所に近かったといった事情から南アフリカ関連の地名や人名が付けられたものである。地区内にはポーランド人のコミュニティもあり、隣接するハマースミスにコミュニティの中心がある。ソマリ人、西インド諸島人、シリア人、レバノン人、イラン人、パキスタン人、バングラデシュ人なども、この地区と強く結びついたコミュニティを形成している。

## 交通

シェパーズ・ブッシュ地区の駅の配置図。現行の駅、計画中の駅に加え、廃止された5駅も表示されている。

シェパーズ・ブッシュの中心部には、ロンドン地下鉄の駅が5駅ある。最も乗降客数が多いのは、グリーンの東の角にあるセントラル線のシェパーズ・ブッシュ駅であるが、その600mほど西（グリーンの北西の角の近く）には、ハマースミス&シティー線のシェパーズ・ブッシュ・マーケット駅がある。3番目の駅である、ハマースミス&シティー線のゴールドホーク・ロード駅は、グリーンの南西の角の先に位置している。おおむね住宅地が広がるグリーンの西側一帯も、シェパーズ・ブッシュの一部と認識されているが、そこにはホワイト・シティー駅とウッド・レーン駅がある。この地区には、バスも18路線が運行されている。
ウェストフィールド・ロンドンのショッピングセンター建設にともなって、この地区には新たに2つの交通ハブ（ターミナル）が設けられた。「ノーザン・インターチェンジ」は、セントラル線のホワイト・シティー駅とハマースミス&シティー線のウッド・レーン駅を新しいバス乗り場で結びつけたものである。この2駅は、歩いてすぐの距離にある。
「サザン・インターチェンジ」は、再開発されたセントラル線のシェパーズ・ブッシュ駅とロンドン・オーバーグラウンドとサザン（ゴヴィア・テムズリンク・レールウェイ）が乗り入れるウェストロンドン線の新しいシェパーズ・ブッシュ駅を、これもまた新しいバス乗り場で結びつけたものである。このウェストロンドン線の新駅は、1940年に廃止された、かつてのアックスブリッジ・ロード駅とほぼ同じ位置に設けられている。この新駅は、プラットフォームが誤って18インチ（約46cm）狭く建設されたために造り直しを余儀なくされ、開業が当初予定よりも遅れた。
シェパーズ・ブッシュは、アクトン (Acton)、イーリング (Ealing)、サウソール (Southall) を経由してアックスブリッジに至る、道路上を走るライトレールとして構想されたウェスト・ロンドン・トラムのターミナル（終点）となるはずだった。しかし、この計画は、バス輸送の増強とクロスレールの拡張の方が優先されるべきであるという判断から、2007年に撤回された。

### バス路線
| 31   | Camden Town                | White City                             | First Centrewest |  |
| 49   | Clapham Junction Station   | White City                             | Transdev London  |  |
| 72   | East Acton                 | Roehampton                             | Transdev London  |  |
| 94   | Piccadilly Circus          | Acton Green                            | Transdev London  |  |
| 95   | Shepherd's Bush            | Southall                               | First Centrewest |  |
| 148  | Camberwell Green           | White City                             | Transdev London  |  |
| 207  | White City                 | Hayes-by-pass                          | First London     |  |
| 220  | Wandsworth                 | Willesden Junction                     | Transdev London  |  |
| 228  | Central Middlesex Hospital | Maida Vale Shirland Road               | First London     |  |
| 237  | White City                 | Hounslow Heath                         | Metroline        |  |
| 260  | Golders Green              | White City                             | Metroline        |  |
| 272  | Shepherd's Bush            | Chiswick Grove Park                    | Transdev London  |  |
| 283  | East Acton                 | Barnes Pond /WWT London Wetland Centre | Transdev London  |  |
| 295  | Clapham Junction Station   | Ladbroke Grove                         | First London     |  |
| 316  | White City                 | Cricklewood Bus Garage                 | Metroline        |  |
| 607  | White City                 | Uxbridge                               | First London     |  |
| C1   | Victoria                   | White City                             | Transdev London  |  |
| N207 | Holborn                    | Uxbridge                               | First London     |  |

### 鉄道駅
ロンドン・オーバーグラウンド、サザン（ゴヴィア・テムズリンク・レールウェイ）
- シェパーズ・ブッシュ駅

### 地下鉄駅
サークル線、ハマースミス&シティー線
- ゴールドホーク・ロード駅
- シェパーズ・ブッシュ・マーケット駅
- ウッド・レーン駅

セントラル線
- シェパーズ・ブッシュ駅
- ホワイト・シティー駅

## 文化

### 娯楽
1960年代に人気を博したイギリスのシチュエーション・コメディ『Steptoe & Son』の舞台は、シェパーズ・ブッシュにあるとされた架空の街路オイル・ドラム・レーン（Oil Drum Lane：「ドラム缶通り」の意）24番地と設定されていた。
BBCは、かつては数多くの事務所をシェパーズ・ブッシュに構えていたが、その大部分は廃止ないし移転してなくなった。かつてのゴーモン・ブリティッシュやゲインズボロ映画 (Gainsborough Pictures) の映画スタジオ跡にあったライム・グローブ・スタジオ もなくなった施設のひとつである。サルグレーヴ・ハウス (Sulgrave House)、スレショルド・ハウス (Threshold House)、ユニオン・ハウス (Union House)、ケンジントン・ハウス (Kensington  House) は、ホテルとなっている。シェパーズ・ブッシュにおけるBBCの施設は、現在はウッド・レーンの2つの大きな建物、すなわちBBCテレビジョンセンターとBBCホワイトシティに集約されている。BBCホワイトシティに隣接するホワイトシティ・スタジアムの跡地には、1980年代半ばにメディア・ヴィレッジ (The Media Village) が建設された。この施設はBBCのほか、レッド・ビー・メディア（かつてはBBCの外郭団体であったが現在は民間企業）などによっても利用されている。BBCテレビジョンセンターはテレビ全国放送の拠点であり、BBCのテレビやラジオのニュース、ウェブサイト、テレビ・ドラマ、軽い娯楽番組などが、ここから放送・発信されている。
ブッシュ劇場は、世界的知られた新作戯曲を上演する劇場である。シェパーズ・ブッシュ・グリーンに面した位置にあり、様々な背景をもつ新たな劇作家を見出し、育て、その作品を最高水準で上演すること劇場として、国際的にも高い評価を得ている。ブッシュ劇場は、最も優れた新しい劇作家たちを育てる揺籃と広く評されており、ここから出発した者の多くは、娯楽産業の業界で地位を確立した後も、しばしばこのウェスト・ロンドンの拠点へと戻ってくる。
1903年に建てられたシェパーズ・ブッシュ・エンパイアは、1953年にBBCが取得し、シェパーズ・ブッシュ・テレビ劇場 (Shepherds Bush Television Theatre) と改名した。その後1991年まで、永くテレビ・スタジオとして使用された後、名称を元に戻して現在に至っている。BBCテレビは現在もウッド・レーンのBBCテレビジョンセンターにあるが、もうひとつの主要な施設であるBBCホワイトシティは、1908年のロンドン・オリンピックの会場であった同名のスタジアム（ホワイトシティ・スタジアム）の跡地にある。
シェパーズ・ブッシュ・エンパイアは、音楽演奏会場であり、 デヴィッド・ボウイ、ザ・ローリング・ストーンズ、ニール・フィン、ボブ・ディランなど、人気の高いミュージシャンたちがここで演奏してきた。ミューズ は、2006年6月にここで、無料コンサートを開催した。
アックスブリッジ・ロード310番地にあるブッシュ・ホール (Bush Hall) は、1905年にダンスホールとして建てられた、やや小規模な施設である。ここに出演する大部分は小規模なアコースティック系の「これから世に出て行く」ミュージシャンたちであるが、R.E.M.、シザー・シスターズ、ニック・ケイヴ・アンド・ザ・バッド・シーズ（ニック・ケイヴ）といった有名どころも、ファン・クラブのイベントなどをここで開催している。
さらに小規模なギングリック (Ginglik) は、ヴィクトリア朝からエドワード朝にかけて公衆便所が設けられていたシェパーズ・ブッシュ・グリーンの地下空間にある。ここでは、バンドやDJ、あるいは、ジミー・カー、アル・マレー、ジェリー・サドウィッツなどのコメディアンなどをフィーチャーしたイベントが開かれている。2008年には、近い将来に閉鎖されると発表されたが、その後も営業は続けられている。
シェパーズ・ブッシュ・グリーンの西端にある、ウォークアバウト傘下のパブ、シェパーズ・ブッシュ・ウィークアバウト (Shepherds Bush Walkabout) は、人気の高い音楽やライブ・スポーツの店である。この店は、イギリス各地にチェーン店をもつ「地球の裏側 (Antipodean)」（イギリスから見たオーストラリアやニュージーランドを指す）をテーマとした酒場であり、オーストラリアやニュージーランドの音楽やスポーツを扱い、両国の出身者などに、これらの国々から取り寄せた食材や飲み物を提供している。オーストラリアやニュージーランドの祝日や、大きなスポーツイベント（オーストラリアン・フットボール・リーグの優勝決定戦）のある日、ANZACの日などの記念日には、この店は特に混み合う。音楽の生演奏は、これから売り出そうというバンドや、オーストラリアやニュージーランドの定番曲や現在のポピュラー音楽をカバーするバンドなど、いろいろ取り混ぜられている。
シェパーズ・ブッシュから世に出たロック・グループもある。ザ・フーの作品は、1960年代から1970年代にかけてのシェパーズ・ブッシュの若者文化が染み込んでいる。伝説的なパンク・バンドであるセックス・ピストルズは、ギターのスティーヴ・ジョーンズがシェパーズ・ブッシュ生まれ、ドラムのポール・クックがシェパーズ・ブッシュ育ちであった。ふたりはシェパーズ・ブッシュのクリストファー・レン中学校  (Christopher Wren Secondary School) で知り合った。ザ・クラッシュの初期作品にも、シェパーズ・ブッシュやウェストウェイの文化が染み込んでいる。 ザ・リバティーンズや ベイビーシャンブルズでフロントマンを務めたピート・ドハーティは、16歳のときにシェパーズ・ブッシュに引っ越してきた。1980年代のバンドビッグ・カントリーなどで活躍したベーシストのトニー・バトラーは、シェパーズ・ブッシュ生まれである。ブッシュやシンポジウム (Symposium) も、シェパーズ・ブッシュ出身のバンドであり、前者の名は地名に由来するものである。
クラシック系の音楽者であるエヴェリン・グレニーやロバート・ステッドマンは、いずれもシェパーズ・ブッシュに住んでいたことがある。
BBCのコメディ・シリーズ『空飛ぶモンティ・パイソン 』の場面の多くは、BBCテレビジョンセンターに近いことから、シェパーズ・ブッシュの様々な場所で撮影されている。
ホワイト・シティのウェストフィールド・ロンドン (Westfield London) ・ショッピングセンターの一角には、現在はバス・ターミナルに改装されている、重要文化財建築物 (listed building) グレード2指定のディムコ・ビルディング（1898年建設）があり、この建物は1988年の映画『ロジャー・ラビット』ではアクメ社の工場の場面のロケーションとして使用された。
2004年春、俳優 ユアン・マクレガーとチャーリー・ブアマンは、ウッド・レーンから入ったブルワー・ストリート (Bulwer Street) に小さな家を借り、オートバイによる世界一周の旅を描いたドキュメンタリー『Long Way Round』につながる旅の準備を進めた。
俳優サイモン・ペグとニック・フロスト は、以前シェパーズ・ブッシュに住んでいた。
イギリスの独立系全国ラジオ放送局アブソリュート・ラジオで、『The Geoff Show』のプロデューサーを務めていたネルソン・クマーは、シェパーズ・ブッシュに住んでいることについて、番組の中で頻繁に言及していた。
アーサー・マッケンの怪奇小説『A Fragment of Life』（1904年）で、主人公エドワード・ダーネル (Edward Darnell) とその妻メアリ (Mary) は、霊的啓示を受けてダーネルの祖先の地である南ウェールズのモンマスシャー州へ移り住むことになるまで、シェパーズ・ブッシュの架空の通りエドナ・ロード (Edna Road) に住んでいたと設定がされている
ニール・ゲイマンの小説『ネバーウェア (Neverwhere)』では、主人公のリチャードが「シェパーズ・ブッシュにシェパード（羊飼い）はいない。僕はあそこにいた。あるのは家と店と道とBBCだけだ。それだけだ」と言うと、ハンターは「いるよ...会わないようにせいぜい祈っておくんだな」と応じる。
ローラ・マーリングの歌「Night Terror」では、シェパーズ・ブッシュ・グリーンが繰り返し言及される。シェパーズ・ブッシュ・グリーンへの言及は、トレイシー・ウルマンがヒットさせたカースティ・マッコール作の「You Broke My Heart in 17 Places」にも現れる。

### スポーツ
シェパーズ・ブッシュは、クイーンズ・パーク・レンジャーズFCの本拠地であり、ホームゲームはロフタス・ロード・スタジアムで開催される。
バルセロナオリンピックの100m金メダリスト、リンフォード・クリスティは、シェパーズ・ブッシュで育ち、子どものころはロフタス・ロード (Loftus Road) に住んでいた。近くのワームウッド・スクラブスには、クリスティの栄誉を称えて名を冠した「リンフォード・クリスティ・スタジアム」を含む「リンフォード・クリスティ屋外スポーツ・センター (Linford Christie Outdoor Sports Centre)」がある。
1908年のロンドンオリンピックの際には、サッカー競技の一部がシェパーズ・ブッシュで開催された。
1915年までは、シェパーズ・ブッシュFCという、当地を本拠地とするサッカー・チームが存在していた。
ラグビーイングランド代表のかつての主将ローレンス・ダラーリオは、シェパーズ・ブッシュ生まれである。

## 建築物の保存
シェパーズ・ブッシュには、1923年に建てられ、現在は使用されていないシェパーズ・ブッシュ・パビリオンをはじめ、数多くの重要文化財建築物 (listed building) がある。ハマースミス・アンド・フラム・ロンドン特別区は、シェパーズ・ブッシュ保存地区を設けて、歴史的価値のある地区内の建築物の保存を進め、近隣の性格を改善すべく取り組んでいる。

## 政治
議会庶民院においてシェパーズ・ブッシュを代表しているのは、シェパーズ・ブッシュ、ハマースミス、フラムを含むハマースミス選挙区 (Hammersmith) から選出されている、労働党のアンディ・スローター議員である。

## ギャラリー

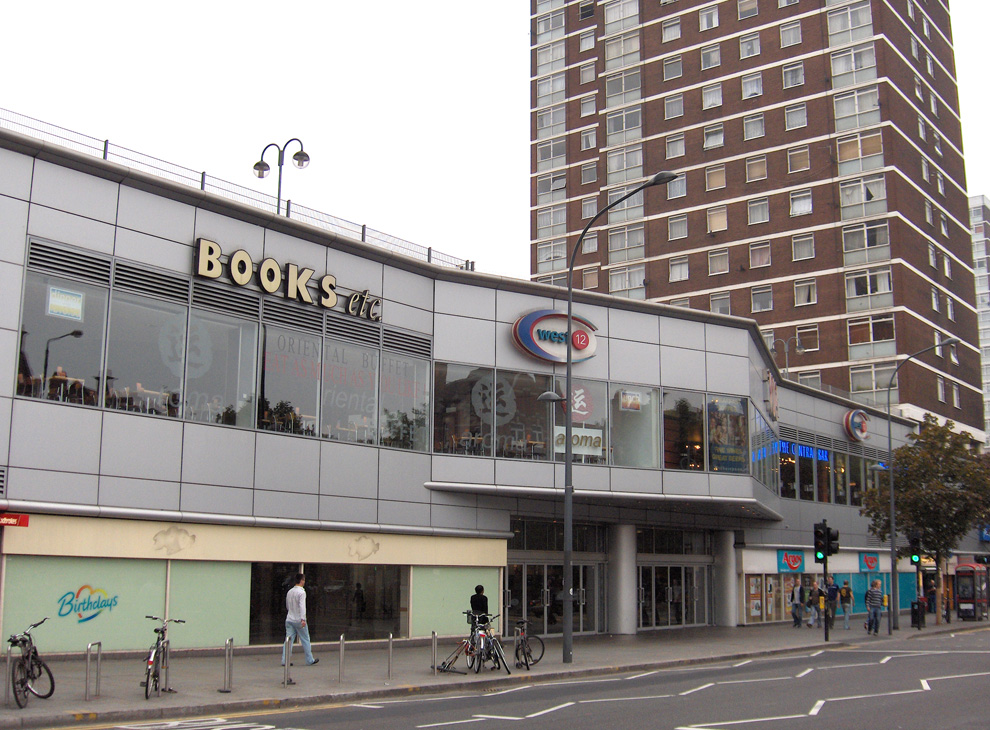
シェパーズ・ブッシュにあるウェスト12・ショッピングセンター（2006年9月撮影）
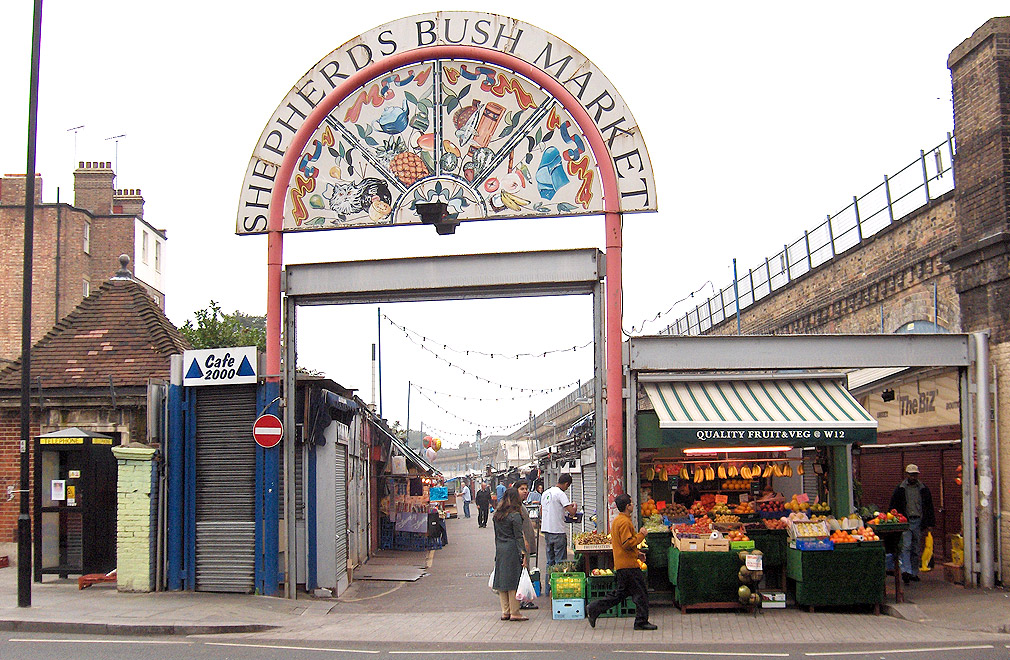
アックスブリッジ・ロードに面した入口から見た、早朝のシェパーズ・ブッシュ・マーケット（2006年9月撮影）
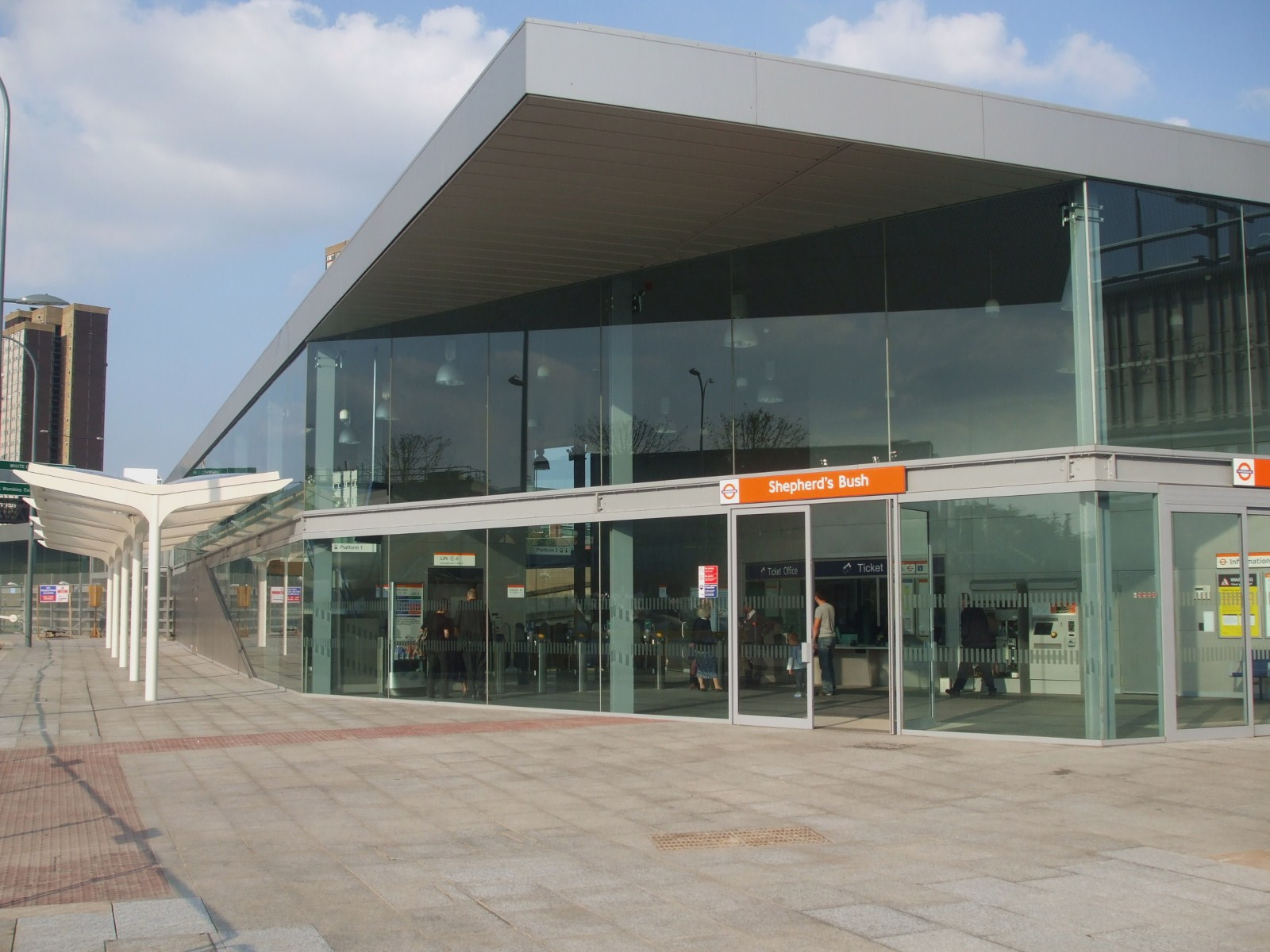
2008年に新たに開業したシェパーズ・ブッシュ・オーバーグラウンド駅（2008年9月撮影）
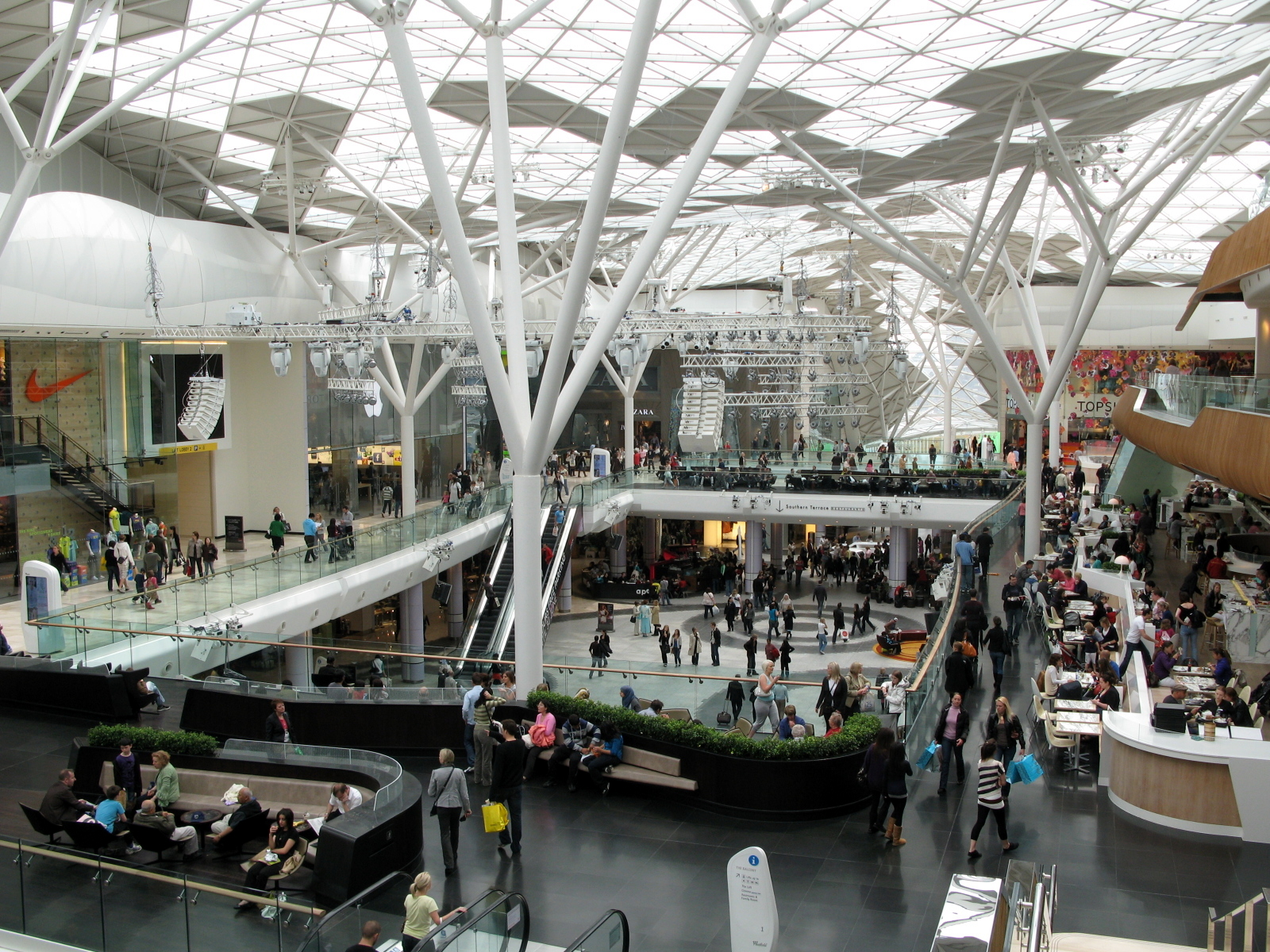
ウェストフィールド・ショッピングセンター（2009年6月撮影）